# ROKS Chungnam (FF-953)
Pour les articles homonymes, voir ROKS Chungnam.
Le ROKS Chungnam (FF-953) est une frégate de la marine de la république de Corée, le troisième navire de la classe Ulsan. Il est nommé d’après la province de Chungcheong du Sud, également connue sous le nom de Chungnam.

## Conception
Au début des années 1990, le plan du gouvernement sud-coréen pour la construction de navires côtiers de prochaine génération nommé Frégate 2000 a été abandonné en raison de la crise financière asiatique de 1997. Mais avec le démantèlement des destroyers de classe Gearing et la flotte vieillissante de frégates de classe Ulsan, le plan a été relancé au début des années 2000 sous le nom de Future Frigate eXperimental, également connu sous le nom de FFX.
10 navires ont été lancés et mis en service de 1980 à 1993. Ils ont 3 variantes différentes qui se composent de Flight I, Flight II et Flight III.

## Carrière
Le ROKS Chungnam a été construit par Hanjin Heavy Industries, lancé le 26 octobre 1984 et mis en service le 1er juin 1986. Il a été désarmé le 27 décembre 2017 et devait être utilisé comme navire-école.
Mais le 29 janvier 2019, il a été annoncé que la frégate Chungnam sera transférée à la marine argentine. Une délégation d’officiers et de membres d’équipage argentins devaient se rendre à la base sud-coréenne de Jinhae, selon l’attaché militaire de Séoul à Buenos Aires, le lieutenant-colonel Ho Lim. Les négociations ont débuté en 2018 avec les ministères argentins de la Défense et des Affaires étrangères. Apparemment, les ministères argentins de la Défense et des Affaires étrangères voulaient s’assurer, avant d’accepter le don sud-coréen, que des pièces de rechange et de l’entretien seraient facilement disponibles pour la marine argentine. Cependant, la frégate sera livrée à l’Argentine avec seulement deux canons de 76 mm et quatre canons de 30 mm. Les missiles et les tubes lance-torpilles ont été retirés. Cela signifie que ses tâches seront limitées à celles de patrouille océanique, mission dans laquelle il sera appuyé par les quatre patrouilleurs côtiers que l’Argentine a achetés à la France.